# Alessandro Bentivegna
Alessandro Bentivegna (Roma, ...) è un costumista italiano.

## Filmografia

### Costumista

#### Cinema
- Fatal Frames - Fotogrammi mortali, regia di Al Festa (1996)
- Double Team - Gioco di squadra (Double Team), regia di Tsui Hark (1997)
- Laura non c'è, regia di Antonio Bonifacio (1998)
- La vestizione, regia di Vincenzo Marra - cortometraggio (1998)
- Il delitto di Via Monte Parioli, regia di Antonio Bonifacio (1998)
- Biuti Quin Olivia, regia di Federica Martino (2002)
- Turno di notte, regia di Carmen Giardina - cortometraggio (2003)
- Gas, regia di Luciano Melchionna (2005)
- Homo homini lupus, regia di Matteo Rovere - cortometraggio (2006)
- Shooting Silvio, regia di Berardo Carboni (2006)
- Ma l'amore... sì!, regia di Marco Costa e Tonino Zangardi (2006)
- Cover-boy, regia di Carmine Amoroso (2006)
- L'amor cortese, regia di Claudio Camarca (2008)
- Le ombre rosse, regia di Francesco Maselli (2009)
- Piazza Giochi, regia di Marco Costa (2010)
- Passannante, regia di Sergio Colabona (2011)
- Trans, regia di Marco Costa - cortometraggio (2011)
- Ultima fermata, regia di Giambattista Assanti (2015)
- Murder, Inc. - Pilot, regia di Francesco Bovinò - cortometraggio (2015)
- La treccia (The Braid), regia di Laetitia Colombani (2024)

#### Televisione
- Beniamino Gad - Alle soglie dell'incubo, regia di Enzo Papetti – film TV (1994)
- Turbo – serie TV, 8 episodi (1999-2001)
- Commesse – serie TV, 12 episodi (1999-2002)
- Part Time, regia di Angelo Longoni – miniserie TV (2004)
- Un anno a primavera, regia di Angelo Longoni – miniserie TV (2005)
- Das Kindermädchen – miniserie TV, 1 puntata (2021)